# 제이미 드와이어
제이미 레이먼드 드와이어(영어: Jamie Raymond Dwyer, 1979년 3월 12일~)는 오스트레일리아의 전직 필드하키 선수로 포지션은 포워드와 미드필더이다. 그는 오스트레일리아 필드하키 국가대표팀의 일원으로 활동했다. 
그는 국가대표 선수로서 올림픽에 4회 출전했고 2004년 하계 올림픽에서 금메달, 2008년 하계 올림픽과 2012년 하계 올림픽에서 동메달을 획득했다. 또한 하키 월드컵에서 우승 2회(2010, 2014), 준우승 2회(2002, 2006), 챔피언스트로피에서 우승 5회, 준우승 3회, 오세아니아컵 우승 2회, 코먼웰스 게임 우승 3회를 달성했다. 그는 오스트레일리아 대표 선수로서 국제 경기 365회 출전했으며 244골을 기록하여 오스트레일리아 대표팀 최다 득점 기록을 보유하고 있다.